# Sony Ericsson G900
Sony Ericsson G900 — второй пятимегапиксельный аппарат компании после Sony Ericsson K850i на рынке.
Экраны смартфонов оптимизированы для управления пальцем, они не утоплены в корпус, как у прочих представителей UIQ. Чувствительность на хорошем уровне, иконки и пункты меню крупные. Стилус находится в верхнем левом углу корпуса устройства, выполнен из пластмассы, аккумуляторная крышка также пластиковая, стилизованная под алюминий.
Один из последних представителей платформы Symbian UIQ.

## Характеристики
- Стандарты: UMTS / GSM 900/1800/1900 MHz
- Экран: 2,4" , QVGA (240х320), 262K, сенсорный
- Коммуникации: USB 2.0, Bluetooth 2.0 + EDR (поддерживается A2DP), WLan(Wi-Fi)
- Фото/Видеокамера: 5 MP, 2592х1944 пикселей, автофокус, стабилизатор изображения, вспышка, видео 320×240
- Память: 160 MB внутренней памяти, карта памяти Memory Stick Micro (M2)
- Операционная система: UIQ3
- Батарея: литий-ионный аккумулятор BST-33 3.7V емкостью 950 мА·ч
- Время работы при разговоре: 12 ч
- Время автономной работы: 380 ч

## Похожие модели
- Nokia N82